# Cradley (Herefordshire)
Pour les articles homonymes, voir Cradley.
Cradley est un village du Herefordshire, en Angleterre.